# 埃里克·赫克尔
埃里克·赫克尔（德語：Erich Herker，1905年9月25日—1990年9月2日），德国男子冰球运动员。他曾代表德国参加1932年冬季奥林匹克运动会冰球比赛，获得一枚铜牌。他在之后进入德国冰球名人堂。